# Lee J. Cobb
Leo Jacoby, conegut artísticament com a Lee J. Cobb (Nova York, 8 de desembre de 1911 − Woodland Hills, Califòrnia, 11 de febrer de 1976) va ser un actor estatunidenc d'origen jueu provinents de Rússia i Romania. És conegut especialment per la seva aparició a Dotze homes sense pietat i per ser nominat a l'Oscar per La llei del silenci, també per un els seus darrers papers a L'exorcista (1973). També va tenir el paper de Willy Loman a l'obra de teatre a Broadway Death of a Salesman sota la direcció d'Elia Kazan. A televisió va ser coprotagonista de la sèrie The Virginian.
Cobb va ser acusat de ser comunista el 1951 durant la cacera de bruixes per part de l'antic comunista Larry Parks. Cobb finalment va donar la llista de 20 comunistes dels Estats Units.

## Biografia
Leo Joachim Jacoby IV va néixer en una família jueva russa a Nova York. Des de petit va demostrar aptituds per a l'art. De fet, era considerat un nen prodigi amb el violí i l'harmònica. Amb 17 anys, Cobb va marxar a Hollywood i va fer el seu debut en la pel·lícula Boyhood Days formant part del grup Borrah Minevitch and His Harmonica Rascals.
Va tornar a la seva ciutat natal per estudiar a la Universitat de Nova York, enrolant-se en el grup de teatre universitari i paral·lelament treballant en serials dramàtics de ràdio. El 1935, Cobb treballa en el teatre sota la direcció de Clifford Odets amb drames políticament compromesos com Waiting for Lefty i Till the Day I Die, compartint tables amb altres futurs insignes artistes com Elia Kazan, John Garfield o Martin Ritt. Tot això tindria conseqüències, ja que Cobb i els anteriorment citats serien investigats per la Comissió d'activitats antiamericanas (House Un-American Activities Committee) del senador Joseph McCarthy.
El 1934 debuta en la pel·lícula The Vanishing Shadow. A partir d'aquí, va curtint-se amb papers secundaris en westerns de sèrie B com North of the Rio Grande (1937) o Rustlers' Valley (1937), serials de terror (L'aguait del fantasma, 1939 al costat de Béla Lugosi) o comèdies (Alí Babà va a la ciutat, 1937 al costat de Eddie Cantor i John Carradine; Aquesta cosa anomenada amor, 1941 al costat de Rosalind Russell i Brian Aherne). Somni daurat (Golden Boy) (1939), de Rouben Mamoulian conté una de les seves primeres actuacions com a personatge. La seva carrera es va interrompre en la Segona Guerra Mundial quan va haver de servir en la Força Aèria dels Estats Units. De tota manera, tindria temps per participar en alguns projectes interessants com la cinta bíblica The Song of Bernadette de Henry King (1943, compartint cartell amb Jennifer Jones), o una cinta de propaganda bèl·lica com a Cita en els cels (1944) de George Cukor. Fora d'això es converteix en el millor actor que interpreta el paper de Willy Loman en el clàssic d'Arthur Miller La mort d'un viatjant (1949) dirigit per Elia Kazan.
Després de la guerra, se centraria en la seva carrera, i durant aquest període va realitzar alguns dels seus millors treballs en títols tan coneguts com Ana i el rei de Siam, 1946 de John Cromwell, al costat de Rex Harrison i Linda Darnell; El justicier, 1947 d'Elia Kazan, tot un tour de force amb Dana Andrews; Johnny O´Clock (1947, Robert Rossen en companyia de Dick Powell i Nina Foch; El capità de Castella (1947, Henry King al costat de Tyrone Power; Jo crec en tu (1948, Henry Hathaway al costat de James Stewart i Jean Simmons; Cèrcol d'odi (1948, Rudolph Maté, un dels primers thrillers psicològics, al costat de William Holden; o Mercat de lladres (1949, Jules Dassin, amb Richard Conte i Valentina Cortese. Com veiem, va caracteritzar a personatges violents, canalles o sense escrúpols morals en diversos thrillers clàssics, melodrames negres i aventures èpiques. A partir d'aquí, seria un dels rostres imprescindibles a Hollywood, destacant la seva participació en les principals produccions de l'època, per la qual cosa seria nominat en dues ocasions a l'Oscar al millor actor secundari. Així apareixeria en La llei del silenci (1954) d'Elia Kazan, al costat de Marlon Brando i Eva Marie Saint; Dotze homes sense pietat (1957) de Sidney Lumet, al costat de Henry Fonda; The Three Faces of Eve (1957) de Nunnally Johnson, en companyia de l'actriu Joanne Woodward, que va obtenir l'Oscar per la seva encarnació d'una dona amb diverses personalitats; The Left Hand of God (1954, Edward Dmytryk) amb Humphrey Bogart i Gene Tierney; L'home del vestit gris (1956, Nunnally Johnson), al costat de Fredric March, Gregory Peck i Jennifer Jones; L'home de l'Oest (1958, Anthony Mann) amb Gary Cooper o Chicago, anys 30 (1958, Nicholas Ray, al costat de Robert Taylor i Cyd Charisse en un memorable paper de gàngster.
També en la dècada dels 1950, va figurar en la llista negra de sospitosos de la Comissió d'activitats antiamericanes per la seva relació amb el grup de teatre de Clifford Odets, anteriorment comentat. L'actor va comparèixer davant la comissió en 1953, paradoxalment al mateix moment en el qual obtenia la seva nominació a l'Oscar al millor actor secundari per la llei del silenci. En aquesta compareixença va nomenar a una vintena de companys que militaven en el Partit Comunista dels Estats Units.
En la dècada de 1960, participa en grans superproduccions, com Èxode d'Otto Preminger, en escena amb Paul Newman i Eva Marie Saint o La conquesta de l'Oest (1962). Paral·lelament torna a interpretar el paper de Willy Loman en la producció televisiva de 1966, de la CBS, Mort d'un viatjant, on apareixen altres actors amb projecció com Gene Wilder ("El jovenet Frankenstein"), Bernie Kopell i George Segal (Qui te por de a Virginia Woolf?, La gateta i el mussol…). Aquesta interpretació li valdria una nominació als premis Emmy. També va intervenir en la sèrie de televisió El Virginià interpretant al jutge Garth.
En la dècada del 1970, tornaria al cinema amb interpretacions tan memorables com la de l'exorcista (1973, William Friedkin) abans de morir d'un infart al cor el 1976 a Woodland Hills, Califòrnia sent enterrat en el Cementiri Mount Sinai Memorial Park de Los Angeles. Un dels seus últims treballs va ser un capítol de la recordada producció televisiva italo-britànica "Els orígens de la Màfia" el 1976 (dirigit per Enzo Muzii).

## Algunes obres teatrals de Broadway
- Crime and Punishment (1935)
- Waiting for Lefty (1935)
- Johnny Johnson (1936)
- Golden Boy (1937)
- Death of a Salesman (1949)
- King Lear (1968)

## Filmografia
- The Vanishing Shadow (1934)
- North of the Rio Grande (1937)
- Rustlers' Valley (1937)
- Ali Baba Goes to Town (1937)
- Danger on the Air (1938)
- The Phantom Creeps (1939)
- Golden Boy (1939)

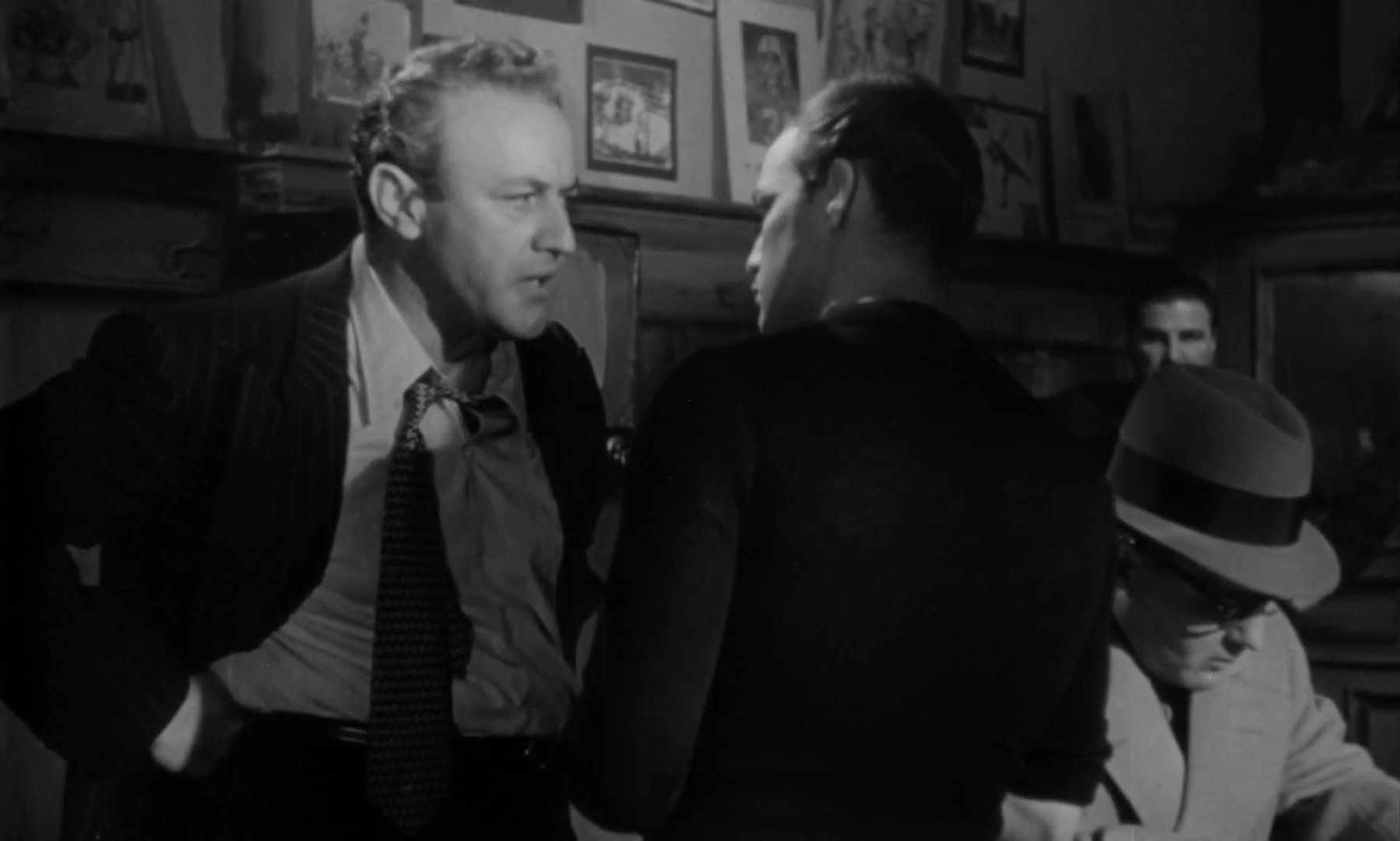
Cobb com Johnny Friendly amb Marlon Brando com Terry Malloy a On the Waterfront (1954).

- Allò que en diuen amor (This Thing Called Love) (1940)
- Men of Boys Town (1941)
- Paris Calling (1941)
- Down Rio Grande Way (1942)
- The Moon Is Down (1943)
- Tonight We Raid Calais (1943)
- Buckskin Frontier (1943)
- The Song of Bernadette (1943)
- Winged Victory (1944)
- Anna i el rei de Siam (Anna and the King of Siam) (1946)
- Johnny O'Clock (1947)
- Boomerang! (1947)
- Capità de Castella (Captain from Castile) (1947)
- Call Northside 777 (1948)
- The Miracle of the Bells (1948)
- The Luck of the Irish (1948)
- The Dark Past (1948)
- Thieves' Highway (1949)
- The Man Who Cheated Himself (1950)
- Sirocco (1951)
- The Family Secret (1951)
- The Fighter (1952)
- The Tall Texan (1953)
- Yankee Pasha (1954)
- Gorilla at Large (1954)
- La llei del silenci (On the Waterfront) (1954)
- Day of Triumph (1954)
- The Racers (1955)
- The Road to Denver (1955)
- The Left Hand of God (1955)
- The Man in the Gray Flannel Suit (1956)
- Miami Expose (1956)
- Dotze homes sense pietat (12 Angry Men) (1957)
- Bèsties de la ciutat (The Garment Jungle) (1957)
- The Three Faces of Eve (1957)
- Els germans Karamazov (The Brothers Karamazov) (1958)
- Man of the West (1958)
- Party Girl (1958)
- The Trap (1959)
- Green Mansions (1959)
- But Not for Me (1959)
- Èxode (Exodus) (1960)
- The DuPont Show with June Allyson (1961)
- The Final Hour (1962)
- Els quatre genets de l'apocalipsi (Four Horsemen of the Apocalypse) (1962)
- The Brazen Bell (1962)
- La conquesta de l'Oest (How the West Was Won) (1962)
- Come Blow Your Horn (1963)
- Flint, agent secret (Our Man Flint) (1966)
- In Like Flint (1967)
- El dia de l'òliba (Il giorno della civetta) (1968)
- Coogan's Bluff (1968)
- They Came to Rob Las Vegas (1968)
- L'or d'en Mackenna (Mackenna's Gold) (1969)
- No es compra el silenci (The Liberation of L.B. Jones) (1970)
- Macho Callahan (1970)
- En nom de la llei (Lawman) (1971)
- L'home que va estimar Cat Dancing (The Man Who Loved Cat Dancing) (1973)
- Ultimatum (1973)
- Ransom! Police Is Watching (1973)
- L'exorcista (The Exorcist) (1973)
- The Balloon Vendor (1974)
- Gunsmoke (1974) (sèrie TV) - Episː "El Coronel"
- Mark of the Cop (1975)
- That Lucky Touch (1975)
- Cross Shot (1976)
- Nick the Sting (1976)

## Premis i nominacions

### Nominacions
- 1955. Oscar al millor actor secundari per On the Waterfront
- 1958. Globus d'Or al millor actor secundari per Dotze homes sense pietat
- 1958. Primetime Emmy al millor actor per No Deadly Medicine
- 1959. Oscar al millor actor secundari per The Brothers Karamazov
- 1960. Primetime Emmy al millor actor per Playhouse 90
- 1964. Globus d'Or al millor actor secundari per Come Blow Your Horn
- 1967. Primetime Emmy al millor actor dramàtic per Death of a Salesman